# Ilha da Boa Vista
| Boa Vista                |                                             |
| Localização da Boa Vista |                                             |
| Gentílico: Boa-vistense  |                                             |
| Maior centro urbano      | Vila de Sal Rei, cerca de 2 500 habitantes. |
| Concelhos                | Boa Vista                                   |
| Área                     | 620 km²                                     |
| População                | 16 621 (2017)                               |
| Grupo                    | Ilhas de Barlavento                         |
| Elevação máxima          | 387 m, Monte Estância                       |
| Coordenadas              | 15° 58' N e 16° 13' N 22° 40' W e 22° 58' W |
| Mapa da Boa Vista        |                                             |

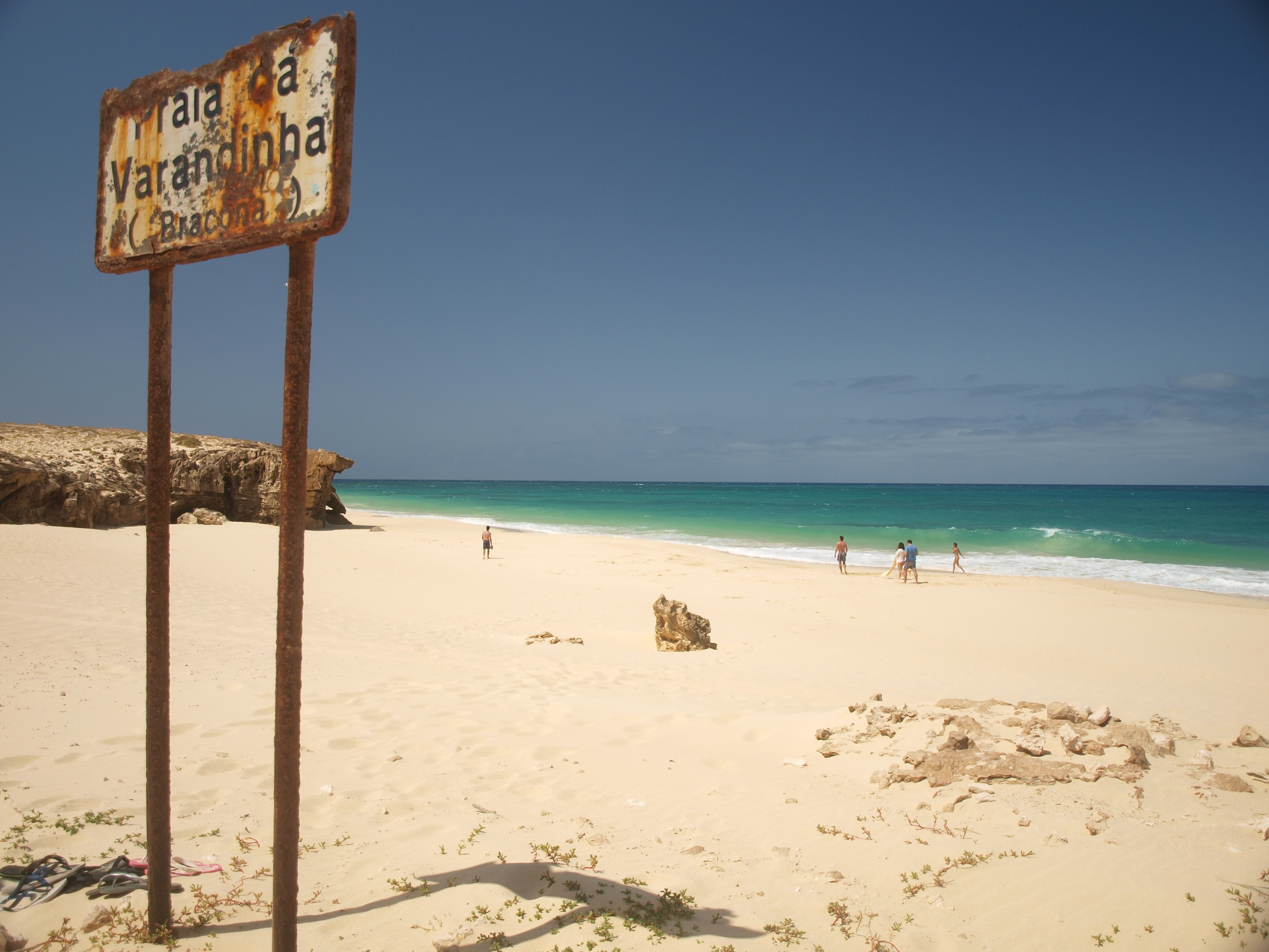
Praia da Varandinha

Boa Vista (também escrito Boavista) é uma ilha do grupo do Barlavento de Cabo Verde, e também um de seus concelhos.  De todas as 10 ilhas do arquipélago, é a situada mais a leste, distando apenas 455 km da costa africana.  Sua superfície de 620 km² a torna a terceira maior ilha do país, depois de Santiago e Santo Antão.  Tem cerca de 31 km de norte a sul e 29 km de leste para oeste.  A maior povoação da ilha é a vila de Sal Rei, com cerca de 10.000 habitantes.
Boa Vista tem as mais extensas praias de Cabo Verde e tem sido recentemente alvo do investidores turísticos, que construíram vários hotéis e infraestruturas turísticas. Há boas condições para mergulho, livre ou autónomo, nos diversos ilhéus que rodeiam a ilha.
O seu ponto mais setentrional é a Ponta do Sol.
Boa Vista ou a ilha berço da Morna como é designada,  destaca algumas mornas antigas entre elas "Rabilóna", "Maria Barba", "Dadóia".

## Personalidades
Filhos ilustres do lugar são o primeiro presidente de Cabo Verde, Aristides Pereira, o escritor Germano Almeida, e o ex-presidente da Assembleia da República, Aristides Lima.

## Freguesias
- Santa Isabel
- S. João Baptista[1]

## Povoações
- Bofareira
- Cabeça dos Tarrafes
- Espingueira
- Estância de Baixo
- Fundo das Figueiras
- João Galego
- Povoação Velha
- Rabil
- Sal Rei[1]

## Praias
- Praia da Atalanta
- Praia de Cabral
- Praia de Santa Mónica
- Praia da Varandinha
- Praia Estoril
- Praia Diante

## Língua
Para além do português, língua oficial, o crioulo cabo-verdiano, língua nacional,  é usado no dia-a-dia pela maioria da população da Boavista. Existe uma variante local do crioulo cabo-verdiano.

## Política
Boa Vista tem um só município. O atual presidente da Câmara Municipal da Boa Vista é Claudio Mendonça, eleito em 2020 com a lista PAICV.[carece de fontes?]